# Хімія природних газів
Хімія природних газів — розділ хімії, зокрема органічної хімії, в якому вивчаються склад, будова і властивості природного газу і його компонентів, залежність властивостей природного газу від його складу і будови, умови і шляхи його перетворення і переробки.

## Загальний опис
Природні гази — це гази, які утворюються в результаті природних процесів. В основному природні гази є горючими (вуглеводневими); вони утворюють у літосфері великі скупчення і є об'єктами видобування.
Вуглеводневі гази в залежності від родовищ, із яких їх видобувають, поділяють на природні, нафтові і гази газоконденсатних родовищ.
Природні гази видобувають із чисто газових родовищ.
Нафтові (стара не рекомендована назва — супутні) гази видобувають із нафтових родовищ разом із нафтою, із якої вони виділяються при зниженні тиску нижче від тиску насичення нафти газом.
Газ газоконденсатних родовищ — це газоподібні вуглеводні, із яких при зниженні тиску нижче від тиску конденсації виділяється вуглеводнева рідинна фаза — газоконденсат (або просто конденсат) — суміш пентану і вищих гомологів метану. Конденсат буває сирий і стабільний. Перший є рідиною, яку отримують безпосередньо на газоконденсатних промислах, вилучаючи його в промислових сепараторах при певних тиску і температурі. Він містить рідинні при нормальних умовах вуглеводні, в яких розчинена певна кількість газоподібних вуглеводнів. Стабільний конденсат отримують із сирого шляхом його дегазації. Вміст стабільного конденсату в газі різних газоконденсатних покладів змінюється в широких межах від 5—10 см3/м3 (Рудківське родовище) до 300—500 см3/м3 і навіть до 1000 см3/м3 (Талалаївське родовище).
За хімічним складом ці вуглеводневі гази є сумішшю парафінових вуглеводнів від СН4 до С5Н12 (алкани), азоту, вуглекислого газу, сірководню, кисню, водню, оксиду вуглецю, сірчистого газу, аргону, ксенону, неону, гелію, криптону, пари ртуті, летких жирних кислот та ін. (табл.). Газові компоненти представлені як окремими атомами, так і складними хімічними сполуками. У газах ряду газових родовищ є високим вміст азоту (до 80—90 %), сірководню (до 15—23 %), а також гелію.
| Властивості                                                                                     | СН4      | С2Н6     | С3Н8    | С4Н10   | С4Н10   | С5Н12   | С5Н12   | Н2       | N2      | О2      | СО2     | Н2S      | Повітря (сухе) | Водяна пара |
| Молекулярна маса                                                                                | 16,04    | 30,07    | 44,09   | 58,12   | 58,12   | 72,15   | 72,15   | 2,01560  | 28,02   | 32,00   | 44,01   | 34,08    | 28,96          | 18,02       |
| Густина по повітрю                                                                              | 0,555    | 1,049    | 1,542   | 2,061   | 2,089   | 2,672   | 2,672   | 0,0695   | 0,9673  | 1,1033  | 1,5291  | 1,1906   | 1,000          | 0,593       |
| Густина за тиску 760 мм рт. ст. і 0ºС, кг/м³                                                    | 0,717    | 1,356    | 2,004   | 2,668   | 2,703   | 3,703   | 3,457   | 3,457    | 0,899   | 1,2505  | 1,9768  | 1,5392   | 1,2928         | 0,768       |
| Критичні параметри:                                                                             |          |          |         |         |         |         |         |          |         |         |         |          |                |             |
| температура, ºС                                                                                 | -82,1    | 32,3     | 96,8    | 135,0   | 152,0   | 187,7   | 197,2   | -239,9   | -147,1  | -118,8  | 31,1    | 100,4    | -140,7         | 374,2       |
| тиск, кГ/см²                                                                                    | 45,8     | 48,2     | 42,0    | 36,0    | 37,5    | 32,9    | 33,0    | 12,8     | 33,5    | 49,7    | 75,3    | 91,8     | 37,2           | 225,0       |
| густина, кг/м³                                                                                  | 162      | 203      | 226     | 234     | 225     | 238     | 232     | 31       | 311     | 410     | 468     | 349      | 310            | 324         |
| об'єм, м³/кг                                                                                    | 0,099    | 0,147    | 0,195   | 0,248   | 0,258   | 0,308   | 0,310   | 0,065    | 0,090   | 0,074   | 0,096   | 0,097    | 0,087          | 0,045       |
| Температура кипіння за тиску 760 мм рт. ст., ºС                                                 | -161,58  | -88,63   | -42,06  | -11,72  | -0,50   | 27,85   | 36,07   | -252,78  | -182,97 |         | -78,48  | -60,4    | -193           | 100         |
| Температура плавлення за тиску 760 мм рт. ст., ºС                                               | -182,49  | -182,81  | -187,65 | -159,60 | -138,33 | -159,89 | -129,72 | -259,20  | -210,02 | -218,83 | -56,6   | -85,6    | -213           | 0           |
| Октанове число за дослідницьким методом                                                         | 107,5    | 107,1    | 105,7   | 101,1   | 93,6    | 92,3    | 61,7    | -        | -       | -       | -       | -        | -              | -           |
| Критичний ступінь стискання                                                                     | 15       | 14       | 12      | 10      | 6,4     | 6       | 3,8     | -        | -       | -       | -       | -        | -              | -           |
| Коефіцієнт в'язкості при температурі 0ºС і тиску 760 мм рт. ст.:                                |          |          |         |         |         |         |         |          |         |         |         |          |                |             |
| динамічний, 106 кГ·с/м²                                                                         | 1,04     | 0,88     | 0,77    | 0,70    | 0,70    | 0,65    | 0,64    | 0,85     | 1,70    | 1,98    | 1,23    | 1,2      | 1,75           | -           |
| кінематичний, 106 м²/с                                                                          | 14,5     | 6,4      | 3,8     | 2,6     | 2,6     | 1,9     | 1,8     | 93,0     | 13,3    | 13,6    | 4,14    | 9,9      | 13,3           | -           |
| Газова постійна, кГ∙м/(кг∙град.)                                                                | 52,90    | 28,21    | 19,25   | 14,59   | 14,59   | 11,70   | 11,70   | 420,60   | 30,26   | 26,50   | 19,27   | 24,90    | 29,27          | 47,10       |
| Розчинність у воді за температури 0ºС і тиску 760 мм рт. ст., м³/м³                             | 0,056    | 0,099    | 0,065   | 0,013   | 0,032   | -       | 0,036   | 0,021    | 0,023   | 0,049   | 1,713   | 4,670    | 0,029          | -           |
| Теплота випаровування за тиску 760 мм рт. ст. і температури кипіння, ккал/кг                    | 121,87   | 116,97   | 101,80  | 97,63   | 92,13   | 79,3    | 85,38   | 108,5    | 47,6    | 51,5    | 137,0   | 131,0    | 48,4           | -           |
| Теплота згоряння вища:                                                                          |          |          |         |         |         |         |         |          |         |         |         |          |                |             |
| ккал/кг                                                                                         | 13280    | 12410    | 12040   | 11820   | 11840   | -       | 11750   | 31660    | -       | -       | -       | 3990     | -              | -           |
| ккал/моль                                                                                       | 212800   | 372820   | 530610  | 686300  | 687900  | -       | 847160  | 63317    | -       | -       | -       | 136000   | -              | -           |
| ккал/м³                                                                                         | 9220     | 16820    | 24320   | 31530   | 32010   | -       | 37720   | 2750     | -       | -       | -       | 6140     | -              | -           |
| нижча:                                                                                          |          |          |         |         |         |         |         |          |         |         |         |          |                |             |
| ккал/кг                                                                                         | 11950    | 11350    | 11080   | 10890   | 10920   | -       | 10840   | 28670    | -       | -       | -       | 3680     | -              | -           |
| ккал/моль                                                                                       | 191760   | 341260   | 488530  | 632520  | 634120  | -       | 782040  | 57800    | -       | -       | -       | 126240   | -              | -           |
| ккал/м³                                                                                         | 8560     | 15230    | 22350   | 29050   | 29510   | -       | 34890   | 2580     | -       | -       | -       | 5660     | -              | -           |
| Теплоємність при температурі 0ºС і тиску 760 мм рт. ст.:                                        |          |          |         |         |         |         |         |          |         |         |         |          |                |             |
| ккал/(моль∙град)                                                                                | 8,296    | 11,83    | 16,32   | -       | 22,10   | -       | 27,45   | 6,84     | 6,95    | 6,99    | 8,57    | 8,12     | 6,96           | 8,0         |
| ккал/(кг∙град)                                                                                  | 0,5172   | 0,3934   | 0,3701  | -       | 0,3802  | -       | 0,3805  | 3,3904   | 0,2482  | 0,2185  | 0,1946  | 0,2370   | 0,2397         | 0,4441      |
| ккал/(м³∙град)                                                                                  | 0,3702   | 0,5278   | 0,7281  | -       | 0,9860  | -       | 1,2246  | 0,3049   | 0,3102  | 0,3119  | 0,3821  | 0,3670   | 0,3098         | 0,3569      |
| ккал/(моль∙град)                                                                                | 6,31     | 9,84     | 14,33   |         | 20,11   |         | 25,46   | 4,85     | 4,97    | 5,01    | 6,58    | 6,113    | 4,98           | 6,02        |
| Показник адіабати                                                                               | 1,314    | 1,202    | 1,138   |         | 1,100   |         | 1,080   | 1,410    | 1,402   | 1,397   | 1,272   | 1,340    | 1,400          | 1,280       |
| Кількість повітря, необхідного для спалювання 1 м³ газу, м³                                     | 9,52     | 16,66    | 23,86   | 30,98   | 30,98   | 38,18   | 38,18   | 2,38     | -       | -       | -       | 7,17     | -              | -           |
| Кількість продуктів згорання, що утворюються при згоранні 1 м³ газу, м³                         | 10,52    | 18,16    | 25,80   | 33,52   | 33,52   | 41,10   | 41,10   | 2,88     | -       | -       | -       | 7,64     | -              | -           |
| Теплота утворення із елементів при температурі 25ºС, ккал/моль                                  | -17,889  | -20,236  | -24,820 | -32,150 | -30,150 | -36,920 | -35,000 | -        | -       | -       | -94,052 | -4,815   | -              | -57,798     |
| Вільна енергія парів (ізобарний потенціал) при температурі 25ºС, ккал/моль                      | -12,140  | -7,860   | -5,61   | -5,00   | -4,10   | -3,50   | -2,00   | -        | -       | -       | -94,26  | -7,89    | -              | -54,64      |
| Ентропія при температурі 0ºС, ккал/(моль∙град)                                                  | 43,76    | 53,73    | 63,00   | 70,42   | 72,09   | 82,1225 | 80,77   | 30,63    | 44,121  | 48,40   | 50,26   | 48,46    | 45,65          | 44,395      |
| Ентальпія при температурі 0ºС, ккал/моль                                                        | 2190     | 2550     | 3080    |         | 4070    |         | 4950    | 1850     | 1897    | 1900    | 2016    | 2180     | 1891           | 2160        |
| Коефіцієнт теплопровідності парів при температурі 0ºС і тиску 760 мм рт. ст., ккал/(м∙год∙град) | 0,0264   | 0,0163   | 0,0131  | 0,0114  | 0,0130  | 0,0102  | 0,0106  | 0,148    | 0,0209  | 0,0212  | 0,0072  | 0,0113   | 0,0210         | 0,0139      |
| Межі вибуховості за температури 20ºС і тиску 760 мм рт. ст., %                                  | 5,3-15,0 | 3,2-12,5 | 2,4-9,5 | 1,8-8,4 | 1,9-8,4 | 1,3-8,0 | 1,4-7,8 | 4,0-74,2 | -       | -       | -       | 4,3-45,5 | -              | -           |

Закономірних змін концентрацій вуглеводнів при зміні глибини залягання газовмісних відкладів, звичайно не спостерігається. Проте поклади з концентрацією вуглеводнів понад 90 % знайдені в інтервалі глибин 0-500 м у 55 % покладів, 500-1 000 м у 71 %, 1 000-2 000 м у 73 % і 2000—4000 м у 89 %. Таким чином, поклади до глибини 2–3 км мають більш різноманітний склад, ніж на великих глибинах, де відбувається стабілізація концентрацій вуглеводнів. Якого-небудь зв'язку концентрацій вуглеводнів з віком газовмісних відкладів не спостерігається, оскільки у відкладах будь-якого віку зустрічається практично весь інтервал коливання концентрації вуглеводнів.
В більшості газових покладів концентрація метану знаходиться в межах 90—95 %, а максимальні концентрації досягають 99 %. Такі концентрації властиві, напр., газовим покладам Адріатичного басейну. Концентрації важких вуглеводнів в газових покладах коливаються від сотих часток до 30 %, їх пружність в переважній частині покладів становить 5—20 кгс/см². Частка важких вуглеводнів коливається в газах в широких межах (від 0,2 до 8 %). Найнижчі її значення характерні для зон прогинів, а найвищі властиві ділянкам піднятого фундаменту на стародавніх платформах.
Природні гази (або гази газових родовищ) в основному складаються із метану (93—98 %) з невеликою домішкою етану, пропану і у вигляді слідів бутанів, пентанів, а також невуглеводневих газів — азоту, діоксиду вуглецю, сірководню і рідких газів. Ці гази належать до групи сухих газів, тобто із слідами високомолекулярних вуглеводнів.
Гази газоконденсатних родовищ містять велику кількість метану (88—98 %), а також високомолекулярних вуглеводнів (2—5 % і більше), які входять до складу бензинових, гасових, а іноді і дизельних фракцій нафти.
Вміст метану в нафтових газах є значно нижчим (30—60 %), а решту вуглеводневої частини становлять важчі вуглеводні: етан, пропан, бутани, пентани. Ці гази належать до групи жирних газів і є сировиною для вилучення із них легкого бензину — так званого газового бензину.

## Вуглеводневі компоненти
Співвідношення вуглеводневих компонентів в попутних і у вільних газах різне. В попутних газах концентрація важких вуглеводнів не менше від концентрації метану, а в деяких випадках перевершує її. Фоновий вміст важких вуглеводнів в попутних газах становить 20—40 %. Серед гомологів метану звичайно переважає етан, а вміст пропану і бутану різко підвищений в порівнянні з вільними газами. Частка важких вуглеводнів в попутних газах коливається у широких межах (від 10 до 90 %).
Метан — основна складова природних горючих газів. Це безбарвний газ в чистому вигляді з ледве помітним часниковим запахом. Він набагато легший за повітря; при 15°С і нормальному тиску маса 1 м3 метану становить 0,677 кг. Метан має високу термічну стійкість. Він починає помітно розкладатися при температурі не менше 600°С. Ізотопний склад вуглецю метану характеризується відношенням 12С/13С = 89—92. Метан має нижчу теплоту згоряння (34,0—37,2 МДж/м3) приблизно в 2,0 рази більшу, ніж кам'яне вугілля. Прикладом знаходження в природі чистого метану є так званий болотяний газ. Процентна кількість метану в попутних газах дещо зменшується за рахунок появи більш важких вуглеводнів (наприклад, етану, пропану, бутану і ін.). Метан присутній також у вугільних покладах.
Етан — безбарвний газ, дещо важчий за повітря; маса 1 м3 етану за нормальних умов становить 1,270 кг. В чистому вигляді етан в природі не зустрічається, звичайно він супроводжує метан. Нижча теплота згоряння його — від 60,3 до 66,2 МДж/м3.
Пропан — безбарвний газ, більш важкий, ніж повітря. Маса 1 м3 пропану за нормальних умов рівна 1,9659 кг. Як і етан пропан в чистому вигляді в природі не зустрічається, але є обов'язковим супутником газу нафтових покладів. Теплота згоряння пропану — від 86,5 до 93,9 МДж/м3.
Бутан (нормальний) має в 2 рази більшу густину, ніж повітря. Маса 1 м3 бутану при 15 °С і нормальному тиску становить 2,454 кг. В чистому вигляді в газоподібному стані бутан може знаходитись при температурі вище +0,6 °С. Також відомий ізобутан, який має той же хімічний склад, але відрізняється від нормального бутану внутрішньою будовою молекули. Його фізичні властивості дещо відрізняються від властивостей нормального бутану.
Бутан, як правило, зустрічається тільки в газах, пов'язаних з нафтовими покладами, що є ознакою, зв'язку газу з нафтою. Нижча теплота згоряння бутану — від 112,3 до 121,4 МДж/м3.
Пентан, як і бутан, має два різновиди: нормальний пентан та ізопентан. Останній є складовою частиною бензину. Пентан зустрічається у вигляді рідкісної домішки в природних вуглеводневих газах; кількість його звичайно не перевищує 2 об. %, за винятком газів, пов'язаних з нафтовими покладами, де кількість пентану може досягати 10 об. %.
Серед гомологів метану звичайно переважає етан, далі — пропан. Вміст бутану і пентану (та їх ізомерів) різний, але звичайно менший за вміст інших компонентів. Ізотопний склад гомологів метану характеризується такими середніми величинами 13Ссер: етан — 3,4 %, пропан — 2,9 %, бутан — 2,7 %.

## Невуглеводневі компоненти
Крім вуглеводневих компонентів горючі природні гази звичайно містять в різних, іноді значних, кількостях вуглекислий газ, азот і сірководень, в менших кількостях водень, кисень, оксид вуглецю і в малих концентраціях — гелій та інші рідкісні гази.
Азот. Вміст азоту в природних вуглеводневих газах, як правило, не перевищує 10 %. Однак зустрічаються гази, у яких вміст азоту доходить до 45 % і вище. Такі гази називаються вуглеводнево-азотними. Так, концентрація азоту в попутних газах в деяких випадках становить 60—70 %, а азотний чинник 50—60 м3/м3. Проте загалом для попутних газів характерний низький вміст азоту. Більше 65 % всіх нафтових покладів містять попутний газ з концентрацією азоту не вище 12 %. Попутний газ епігерцинських платформ характеризується концентрацією азоту 1,5-6 % (60 % покладів). На стародавніх платформах концентрація азоту в попутних газах звичайно вища. Більше половини всіх досліджених покладів нафти містить попутний газ з концентрацією азоту 6—25 %. Зростання концентрації азоту в попутному газі супроводжується збільшенням частки важких вуглеводнів. При збільшенні середньої концентрації азоту в попутному газі з 8,4 до 30,2 % відбувається зростання частки важких вуглеводнів з 12 до 78 %. Фонова концентрація азоту в нафті становить 7,5 м3/м3. При цьому середні концентрації азоту в нафтах стародавніх і молодих платформ і зон прогинів дещо відрізняються. Найвищими концентраціями характеризуються стародавні платформи. Для нафтогазоносних басейнів Російської платформи середні концентрації азоту в нафті становлять близько 5 м3/м3.
Вуглекислий газ. Вміст вуглекислоти в природних газах більшості випадків не перевищує 6-7 %. Однак зустрічаються природні гази, у яких вміст вуглекислого газу доходить до 35 % і більше. Такі гази називають вуглеводнево-вуглекислими. Напр., на Тамані (Кубань), у районі с. Карабетовка, відзначений вихід природного вуглеводневого газу, що складається з метану (65,6 %), вуглекислоти (31,4 %) і азоту (3,0 %). В Угорщині є родовище Тоткомлош, газ якого складається з 50 % метану і 50 % вуглекислоти.
Сірководень. Вміст сірководню у вуглеводневих газах рідко перевищує 5-6 %.

## Рідкісні гази
Гелій. Характерною домішкою природних газів є рідкісні гази і, насамперед, гелій (у деяких газах вміст гелію доходить до 2 %); як правило, у природних газах можна знайти лише сліди рідкісних газів. Вміст гелію в нафтах коливається в широких межах — від 0,03 до 326 мл/л, а пружність — від 0,008 до 10 кг.с/см2. При цьому фонові значення цих параметрів становлять відповідно 6-25 мл/л і 0,025-0,4 кг.с/см2. При збільшенні глибини залягання нафт пружність гелію росте як на палеозойських і епігерцинських платформах, так і в зонах прогинів. Фіксується також збільшення пружності гелію в нафтах при зменшенні коефіцієнта положення.
Залежність гелієвого чинника і пружності гелію від характеру нафтових покладів, зокрема їх прив'язки до стародавніх або молодих платформ, а в їх межах — від віку вмісних відкладів: вони вище в стародавніх геоструктурах. Поведінка концентрації і пружності гелію в нафтах в регіональному плані вивчена досить слабко. Оскільки в цьому ж напрямі зростає газовий чинник нафт, процентний вміст гелію в попутному газі змінюється несуттєво.
Кисень у природних газах міститься в незначних кількостях, як правило, не більше 2 %.
Оксид вуглецю і водню в природних газах практично не зустрічаються; у деяких попутних газах ці компоненти є, але в незначних кількостях.
Алкани від С1 до С4(СH4-С4H10) є газоподібними сполуками, основними компонентами природних і нафтових газів. Алкани складають основну частину вуглеводнів нафт усіх родовищ і природних горючих газів. Загальний вміст алканів у нафтах в основному становить 25-30 % (без розчинених газів), з урахуванням розчинених вуглеводнів їх вміст підвищується до 40-50, а в деяких нафтах  до 50-70 %, хоч є нафти із вмістом алканів всього 10-15 %. З підвищенням середньої молекулярної маси фракцій нафти вміст у них алканів, як правило, зменшується.